# Кръвно-мозъчна бариера
| 1. Епендима       | 5. Астроцит  |
| 2. Неврон         | 6. Миелин    |
| 3. Аксон          | 7. Микроглия |
| 4. Шванова клетка | 8. Капиляр   |

Кръвно-мозъчната бариера разделя циркулиращата в кръвообращението кръв и мозъчната извънклетъчната течност в централната нервна система (ЦНС). Тя се среща по всички капиляри и се състои от стегнати възли около капилярите, които не съществуват в нормалната циркулация. Ендотелните клетки ограничават разпространението на микроскопични елементи (напр. бактерии) и големи или хидрофилни молекули в цереброспиналната течност, като същевременно позволяват дифузията на малки молекули и хидрофобни молекули (O2, CO2, хормони). Клетките на бариерата активно транспортират метаболитни продукти като глюкоза, използвайки специфични протеини преносители.